# 鍛冶屋原站

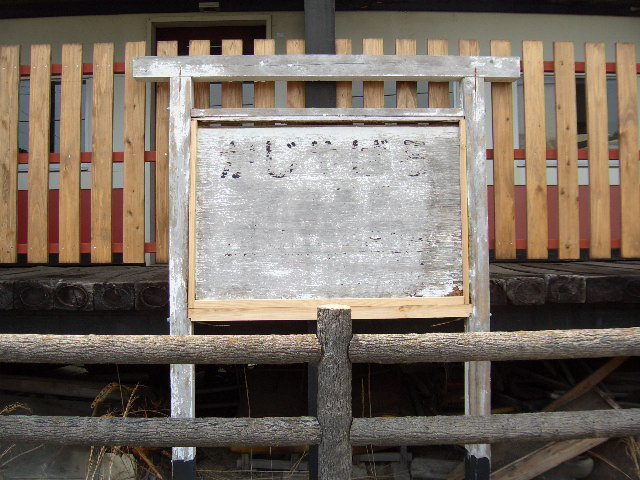
在上板町立歷史民俗資料館內的站牌（2009年5月）

鍛冶屋原站（日语：／ Kajiyabara eki */?）是位於德島縣板野郡上板町七條字西栗之木，日本國有鐵道（國鐵）鍛冶屋原線的鐵路車站（廢站）。

## 歷史
- 1923年2月15日：阿波電氣軌道（日语：阿波電気軌道）（後來名為阿波鐵道）池谷至鍛冶屋原之間開通，此站啟用[1]。
- 1933年7月1日：阿波鐵道被國有化，成為國鐵阿波線車站[2]。
- 1943年11月1日：由於路軌鋼材被徵用，此站暫停營業[3]。
- 1947年7月15日：此站重開[4]。
- 1972年1月16日：鍛冶屋原線廢線，此站同日廢除[5]。

## 車站構造
車站內設有小型機車停泊處。雖然此站的客量較少，但是候車室截至1971年10月還有一間Kiosk。

## 車站周邊
- 德島縣道139號船戶切幡上板線（日语：徳島県道139号船戸切幡上板線）
- 德島特急輸送（舊JR四國巴士德島支店鍛冶屋原營業所）
- 德島板野警署（日语：徳島板野警察署）上板町鍛冶屋原駐在所
- 上板町公所
- 阿波銀行上板分店
- 上板郵局
- 上板町立松島小學（日语：上板町立松島小学校）
- 上板町立松島保育所
- 野田醫院

## 現況

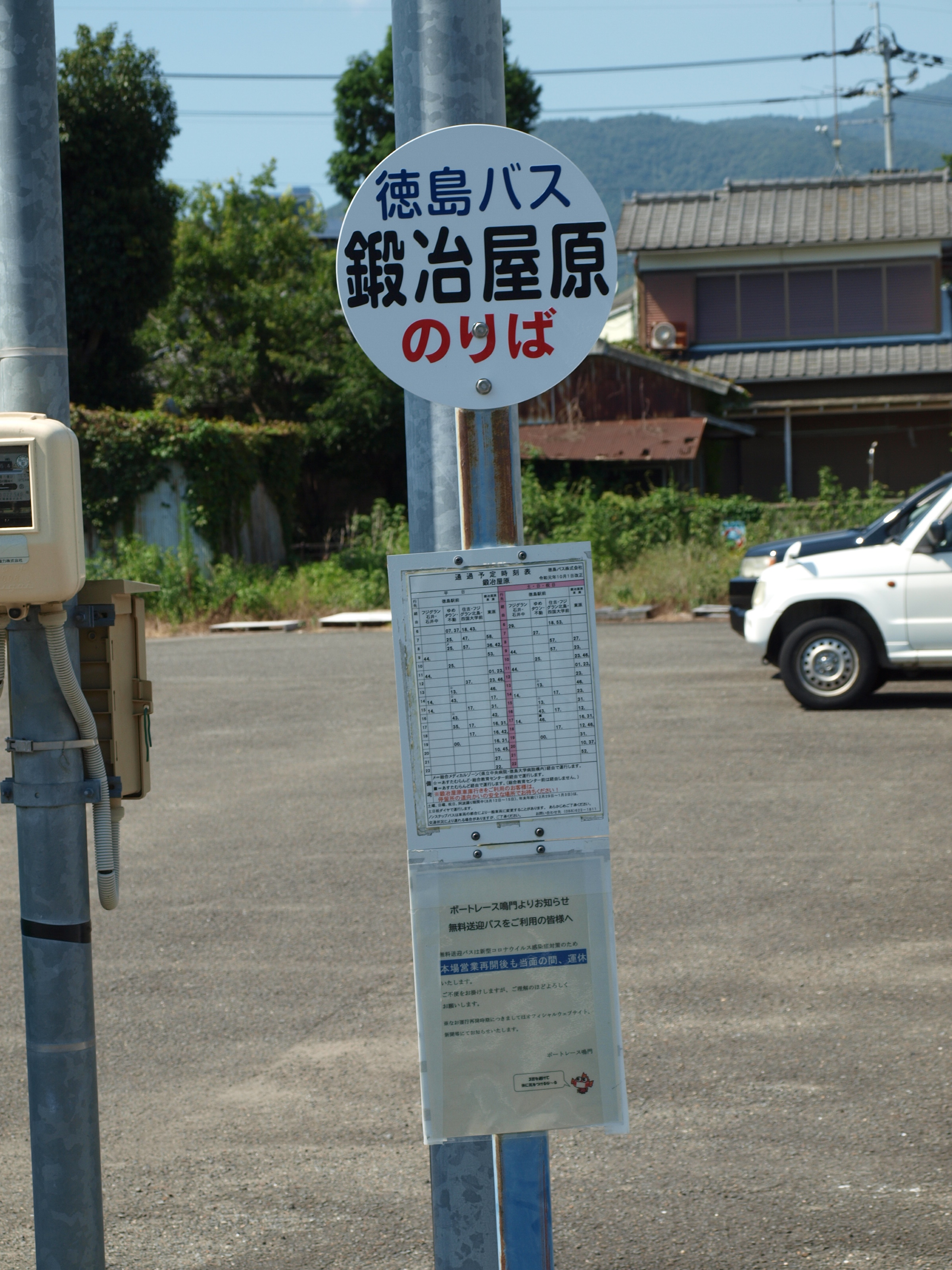
德島巴士鍛冶屋原巴士站（2020年8月）

- 在鐵路線廢除後，國鐵巴士（即後來的JR四國巴士）在此站遺址設置了巴士總站和營業所。在1996年（平成8年），該替代巴士路線也廢除，只此一直長期剩下高速巴士營業所，但現時也被廢除（而德島巴士（日语：徳島バス）也有路線行走相似的地區）。
- 站舍遺址變為駐在所。
- 在車站遺址的一角（阿波銀行和IT中心之間）建設了紀念碑。
- 曾經設置此站的站牌被遷移至北邊1.5公里外的上板町立歷史民俗資料館作保存展示。但是由於站牌老化，已經看不清站牌內容。

## 相鄰車站
日本國有鐵道
鍛冶屋原線
神宅－鍛冶屋原

## 注腳
1. ↑  『地方鉄道運輸開始 官報第3165号（1923年2月20日）』 - 國立國會圖書館デジタルコレクション
2. ↑  日本《官報》第1944號「鐵道省告示第271號」，1933年6月26日：第747頁。
3. ↑  『鉄道省告示第299号 官報第5021号（1943年10月6日）』 - 國立國會圖書館デジタルコレクション
4. ↑  『運輸省告示第198号 官報第6148号（1947年7月14日）』 - 國立國會圖書館デジタルコレクション
5. ↑  石野哲（編）. . JTB. 1998: 651. ISBN 978-4-533-02980-6 （日语）.
6. ↑  「終着駅の町 鍛冶屋原線」《中國新聞》昭和46年10月1日 5頁

## 相關項目
- 日本鐵路車站列表 Ka